# Haras national de Bouznika
Le haras national de Bouznika est un haras national marocain, situé à Bouznika. Il est spécialisé dans le cheval Arabe et le Barbe.

## Histoire
Le haras national de Bouznika constitue l'un des plus anciens haras marocains de par son bâti, mais aussi l'un des plus modernes de par ses équipements. Les bâtiments d'origine consistent en une vieille kasbah militaire datée de l'époque de Moulay Ismail, dont la mission d'origine était de protéger les caravanes commerciales,. Le haras est créé en 1993 sur décision de Sa Majesté le Roi Hassan II, ce qui en fait le seul haras national marocain dont l'enceinte a été créée après l'occupation française. Il ouvre officiellement en 1994. 
Un projet d’extension de 100 boxes voit le jour en 2014, afin de répondre à l'augmentation du nombre de chevaux hébergés.  

## Description
Le haras de Bouznika s'étend sur 8 hectares, hébergeant le Centre national d’insémination artificielle équine de Bouznika (CNIAEB) depuis 2002, et le Centre de promotion de l’élevage équin. Il est équipé d'outils technologiques de reproduction équine avancés, car il s'y pratique l'insémination artificielle, notamment en semence congelée dans l'azote liquide. De la semence d'étalons étrangers est importée, pour un montant pouvant atteindre les 6 000 euros. Il compte en 2014 quatre écuries de 25 boxes dont un box de poulinage, environ 3,2 hectares de paddocks, une chambre de palefrenier et une aire de douche.
Ce haras est géré par la Société royale d'encouragement du cheval. Des courses de chevaux y sont organisées. Des journées portes ouvertes y sont aussi régulièrement organisées.
Le CNIAEB, qui fut historiquement le premier établissement du genre en Afrique du Nord, est autorisé à exporter la semence récoltée vers l'Union européenne depuis son ouverture en 2003.

## Chevaux stationnés
Le haras de Bouznika détient des étalons reproducteurs de race Arabe, Barbe, Pur-sang et Arabe-Barbe,. Ses chevaux Barbe sont particulièrement réputés, ce haras ayant parmi ses missions la préservation de la race Barbe. Environ 25 étalons y sont stationnés en permanence. 